# 萨比尔·卡马洛夫
萨比尔·卡马洛维奇·卡马洛夫（俄语：Сабир Камалович Камалов；1910年5月2日—1990年6月6日），乌兹别克族，苏联党和国家领导人，曾任乌兹别克苏维埃社会主义共和国部长会议主席，乌兹别克共产党中央第一书记。

## 生平
- 1910年4月25日（格里历：5月2日）出生于塔什干的一户工人家庭。
- 1925年-1929年，塔什干建筑工人。1926年加入共青团。
- 1929年10月-1930年12月，乌共（布）塔什干州十月区党委宣传部工作。
- 1930年12月-1931年7月，共青团新波布哈尔斯克区委执行书记。1931年加入联共（布）。
- 1931年7月-1933年6月，共青团中亚地区委员会副主席，大众经济部副部长。
- 1933年6月-1936年9月，共青团卡拉卡尔帕克自治共和国委员会第一书记。
- 1936年9月-1937年11月，塔什干马列主义学院学习。
- 1937年11月-1938年4月，乌共（布）费尔干纳州塔什拉克区委第一书记。
- 1938年4月-8月，乌共（布）费尔干纳州马尔吉兰区委第一书记。
- 1938年8月-11月，费尔干纳州农业厅厅长。
- 1938年11月-1940年1月，乌共（布）费尔干纳州委第二书记。
- 1940年1月-10月，乌兹别克苏维埃社会主义共和国农业人民委员。
- 1940年10月-1941年4月，乌兹别克苏维埃社会主义共和国人民委员会常务委员会副主席。
- 1941年4月-1946年10月，乌共（布）卡拉卡尔帕克苏维埃自治共和国党委第一书记。
- 1946年10月-1949年9月，联共（布）塔什干高级党校学习。
- 1949年9月-1950年4月，乌共（布）费尔干纳州委第一书记。
- 1950年4月-1955年12月，乌共中央委员，乌共中央书记处书记。
- 1955年12月-1957年12月，乌兹别克苏维埃社会主义共和国部长会议主席。
- 1957年12月-1959年3月，乌共中央第一书记。他被认为是塔什干帮的代表。
- 1959年3月-1962年4月，费尔干纳州州长。
- 1962年4月-1965年4月，乌兹别克苏维埃社会主义共和国谷物产品总局副局长。
- 1965年5月-1970年2月，乌兹别克苏维埃社会主义共和国谷物产品部第一副部长。
- 1970年2月-1980年5月，乌兹别克苏维埃社会主义共和国采购部副部长。
- 1980年5月起退休，享受联邦养老金待遇。
- 1990年6月6日于塔什干逝世，享年80岁。

卡马洛夫是苏共19-22大代表，第20-21届中央委员，第20-21届中央审计委员。第2，3，5届苏联最高苏维埃联盟院代表，第4届苏联最高苏维埃民族院代表。

## 为政举措
- 在卡马洛夫领导下，乌兹别克开始大规模本土化，当地居民将其视为民族复兴时代的开始。其中一个标志就是遵守穆斯林的仪式：根据祖先的习俗进行割礼，恢复传统婚丧嫁娶仪式等。乌兹别克共产党中央委员会文化部门负责人介绍了用阿拉伯字母代替西里尔乌兹别克文的问题，以供上级政党考虑。这种“本土化”没有得到支持，苏斯洛夫予以谴责。
- 1959年3月15日，卡马洛夫被解职，原因是“任用政治不可靠的人”和“放纵民族主义情绪”。

## 荣誉
- 三次列宁勋章
- 两次劳动红旗勋章
- 红星勋章
- 三次荣誉勋章